# Слоним, Пётр Львович
Пётр Льво́вич Сло́ним, другое имя Рево́льт Сло́ним (9 марта 1908 — 12 марта 2011) — советский деятель образования и культуры, режиссёр детских театров. Основатель и первый директор Харьковского дворца пионеров.

## Биография
Пётр Львович Слоним родился 9 марта 1908 в городе Глухов ныне Сумской области.
- В 1924—1929 годах работал воспитателем в Богодуховской колонии для беспризорных детей,
- в 1930—1934 — в Театре юного зрителя заведующим педагогической части, исполняющим обязанности директора.
- С июня 1934 участвовал в работе по организации и создания Харьковского Дворца пионеров и октябрят;
- с момента его открытия по июнь 1941 года работал во Дворце на должности руководителя театрального сектора.
- Является первым директором Харьковского театра кукол[1].
- Ветеран Великой Отечественной войны[2].
- С 1953 по 1989 годах работал в Харьковском Дворце пионеров на должностях:
  - заведующий отделом художественного воспитания,
  - руководитель театральных кружков,
  - художественный руководитель.

Среди множества заслуг П. Л. Слонима — организация и возведение в традицию празднования Нового года с ёлкой для детей.
Оставил работу во Дворце пионеров в возрасте 81 года; уехал по приглашению детей на постоянное место жительство в США, где и прожил последние 22 года жизни в городе Милуоки. Однако, уже живя по другую сторону океана, П. Слоним не утратил связи со своим творческим детищем. Он дважды, в 2001 и 2005 годах приезжал в Харьков на встречу с воспитанниками и работниками Харьковского областного Дворца детского и юношеского творчества, принимал участие в праздновании 70-летнего юбилея учреждения. Слоним основал в стенах Дворца целый ряд принципиально новых детских театров. Петр Слоним — режиссёр большого количества театрализованных праздников, среди которых — открытие Дворца 6 сентября 1935 и первый праздник советской новогодней ёлки (до этого, со времён революции, в СССР Новый Год не праздновался) в канун 1936 года, — Пётр Львович был автором сценария новогоднего праздника «Первая ёлка».
Когда уже Пётр Слоним осел в США, в городе Милуоки, в день его рождения администрация Харькова регулярно получала поздравительные открытки и телеграммы на его имя.
Скончался вечный пионер в США 12 марта 2011 года, через два дня после своего 103-го дня рождения.

## Награды
Награждён многими орденами и медалями в сфере труда, образования, воспитания и работы с детьми. Из под творческого крыла Петра Слонима вышли многие впоследствии именитые творческие деятели Украины и России, например, Людмила Гурченко и Наталья Фатеева. Среди бывших воспитанников П. Л. Слонима и такие талантливые деятели искусств, как народный артист России, актёр Малого театра Александр Ермаков, заслуженный деятель искусств России, кинорежиссёр Владимир Фокин, народный артист Украины Александр Васильев, заслуженный артист Украины Евгений Плаксин и многие другие.
- В 2002 году по многочисленным просьбам жителей Харькова Петру Слониму было присвоено звание Почётного гражданина города Харькова за достижения в сфере воспитания детей и юношества, активную педагогическую и общественную деятельность.
- Отличник народного образования Украины (1955);
- награждён медалью «За доблестный труд» (1970),
- орденом «Знак почёта» (1966),
- медалью «Ветеран труда» (1976),
- Почётными грамотами:
  - ЦК ВЛКСМ,
  - ЦК ЛКСМУ,
  - Центрального Совета Всесоюзной пионерской организации,
- грамотами Выставки достижений народного хозяйства СССР,
- дипломами:
  - Института художественного воспитания Академии педагогических наук СССР,
  - дирекции Всесоюзного пионерского лагеря «Артек»[6].

## Память
- Мемориальная доска в Харькове, ул. Сумская, дом 37. Открыта 20 марта 2012 года.